# Nazionale maschile di calcio a 5 delle Figi
La nazionale di calcio a 5 delle Figi è, in senso generale, una qualsiasi delle selezioni nazionali di Calcio a 5 della Fiji Football Association che rappresentano le Figi nelle varie competizioni ufficiali o amichevoli riservate a squadre nazionali.
Questa squadra nazionale ha partecipato a tutte le rassegne continentali a partire dal 1996, ottenendo brillanti risultati come il secondo posto dietro alla forte Australia nel 1999 ed il terzo posto ottenuto all'esordio nel 1996. Tuttavia questi risultati non gli hanno mai permesso di ottenere la qualificazione da un campionato del mondo.
Le isole Figi sono state paese ospitante della rassegna continentale 2008 alla Vodafone Arena di Suva, la manifestazione è stata bissata l'anno successivo nel medesimo impianto, dove le Figi hanno raggiunto un insperato secondo posto.

## Risultati nelle competizioni internazionali

### FIFA Futsal World Championship
- 1989 - non presente
- 1992 - non presente
- 1996 - non qualificata
- 2000 - non qualificata
- 2004 - non qualificata
- 2008 - non qualificata

### OFC Oceanian Futsal Championship
- 1992 - non presente
- 1996 - Terzo posto
- 1999 - Secondo posto
- 2004 - Quarto posto
- 2008 - Quinto posto
- 2009 - Secondo posto